# Стари Будим
Стари Будим (мађ. Óbuda — Обуда) је био засебан град у Мађарској, а данас део Будимпеште. Име Обуда на мађарском језику значи „Стари Будим”.
Пошто се граничио са Будимом и Пештом 17. новембра 1873. године је пропојен и постао је део Будимпеште и сада је део трећег будимпештанског округа. У овом делу града се налази и острво Обуда које је највеће будимпештанско острво на Дунаву. На овом острву се сваке године одржава музички и културни Сигет фестивал. и фестивал је рангиран међу 5 најбољих у Европи.

## Историја
Трагови првих насеобине датирају из времена каменог доба. У овом делу су Римљани су подигли Аквинкум који је био главни град римске провинције Паноније.
Мађари су на ове просторе стигли у десетом веку и Стари Будим је у почетку служио као седиште племенских вођа а касније краљевима. Бела IV краљ Мађарске је мало јужније од данашње Обуде изградио нову престоницу, одмах после завршетка инвазије Монгола на Будим 1241–1242. године. Зоком 1873. године Обуда се ујединила са Будимом и Пештом и од тада постала део Будимпеште.

## Култура
- Аквинкум музеј − Aquincum Museum,[4] изложене су мале музејске поставке артефаката од стакла, керамике, металних алата и зидних фресака из римског доба такође и камених саркофага.
- Музеј Кашак − Kassák Museum,[5] музеј је посвећен мађарском авангардисти Лајошу Кашаку (Lajos Kassák) (1887–1967).
- Музеј Обуде − Obudai Museum,[6] главна колекција изложбе садржи артефакте из локалне историје а такође има одељак за историју играчака, једину у Мађарској.
- Музеј трговине и туризма[7]
- Музеј Вашарели , палати Зичи − Vasarely Museum, Zichy Palace,[8] изложба радова Вазарелија, као и осталих мађарских уметника.